# 王选 (社会活动家)
王选（1952年8月6日— ），中国社会活动家，曾担任731部队细菌战国家赔偿请求诉讼原告团团长。

## 生平
1952年生于上海，祖籍浙江金华义乌，1973年考入杭州大学（现并入浙江大学）英语系，毕业后回到义乌教学8年。1987年，随夫赴日本留学，在筑波大学读教育学硕士。从1995年开始，王选放弃了在日本执教的生涯和优厚待遇，开始从事日军侵华战争细菌战受害者调查和对日民间索赔工作。1997年被推举为中国细菌战受害者诉讼原告团团长。美国历史学家谢尔顿·H·哈里斯曾评价说：“只要有两个王选这样的中国女人，就可以让日本沉没。”
任上海交通大学东京审判研究中心兼职研究员，与日本研究者近藤昭二共同主编了《日本侵华生物武器作战美日史料》

## 荣誉
王选被《南方周末》、《中国妇女》等评为2002年年度人物；“CCTV感动中国2002年年度人物评选”中，王选又是十位人物之一。